# Drøvelen
Drøvelen är en kulle i Antarktis. Den ligger i Östantarktis. Norge gör anspråk på området. Toppen på Drøvelen är 2 375 meter över havet, eller 201 meter över den omgivande terrängen. Bredden vid basen är 2,6 km.
Terrängen runt Drøvelen är platt åt nordväst, men åt sydost är den kuperad. Trakten är obefolkad. Det finns inga samhällen i närheten. 